# 奧古斯特·博伊松諾

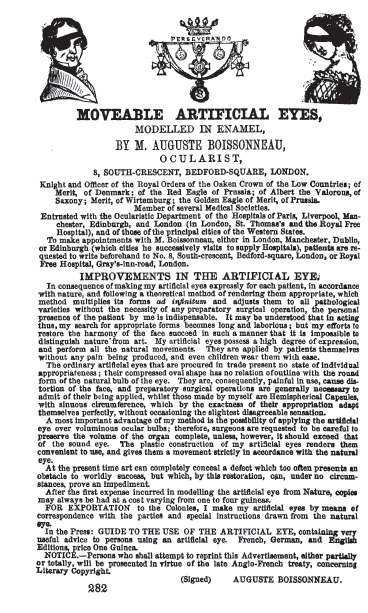
博伊松諾在1854年《蘇格蘭醫學目錄》刊登的廣告

奧古斯特·博伊松諾（法語：Auguste Boissonneau，1802年7月26日—1883年7月7日）是一名法國鳥類學家和眼科專家。在眼科領域，他是義眼的先驅。
作為鳥類學家，他是南美洲熱帶和亞熱帶眾多物種的Category學權威。冕蜂鳥屬（Boissonneaua）以他的名字命名。